# Мерара
Мерара је мало ненасељено острвце у хрватском делу Јадранског мора у акваторији општине Марина.
Налази се пред изласком из залива Стари Трогир и Милине, око 0,5 км северно од острвца Арканђел. Површина острва износи 0,022 км². Дужина обалне линије је 0,58 км. Највиши врх на острву је висок 19 метара